# Rijksweg 17

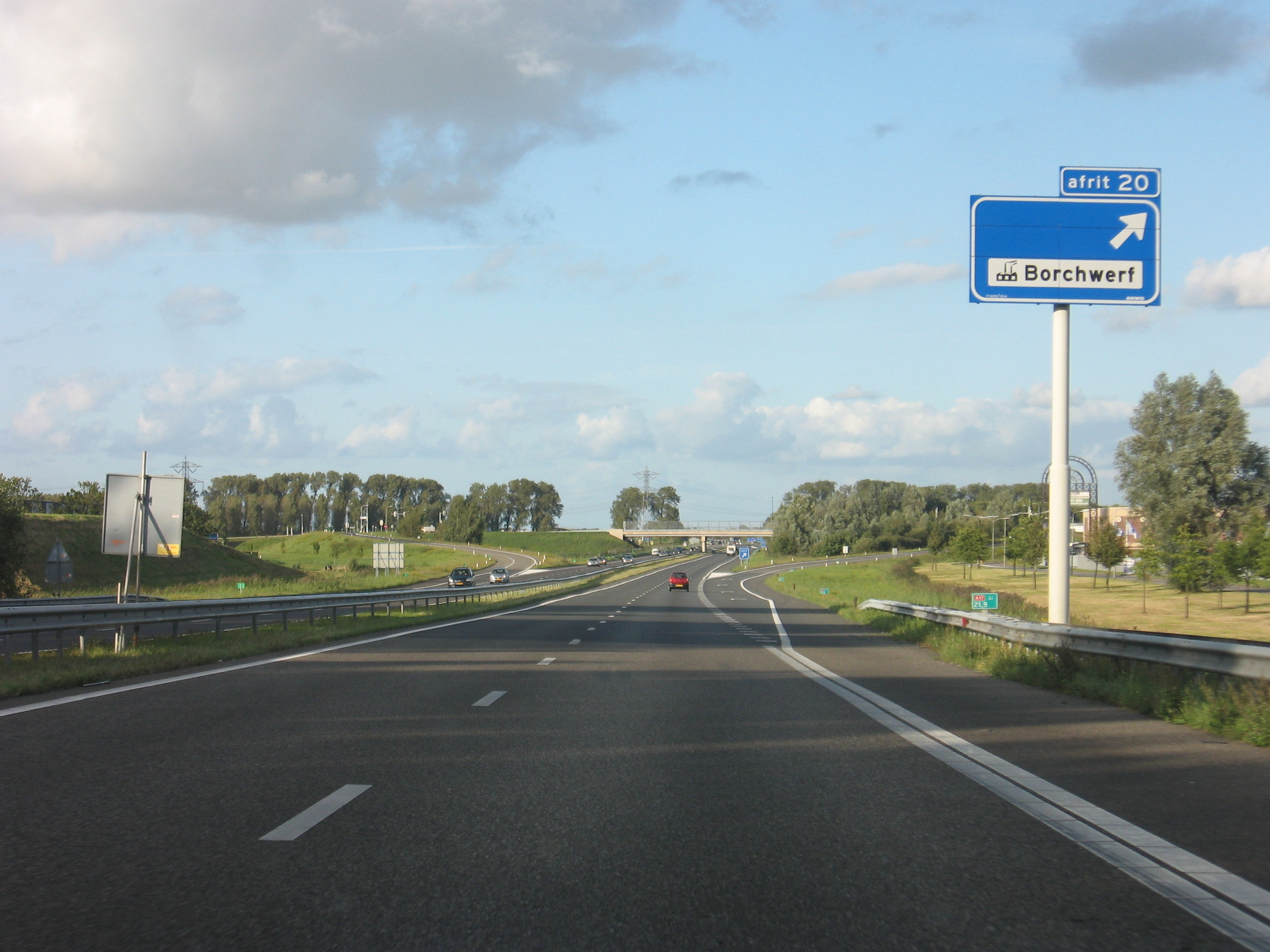
Die A17 bei der Ausfahrt Industriegebiet Borchwerf

Der Rijksweg 17 ist eine niederländische Autobahn, die von Roosendaal bis nach Moerdijk verläuft. Er kann als Ausweichstrecke für die A16 dienen.
Die Autobahn ist insgesamt 25 km lang und liegt in der niederländischen Provinz Noord-Brabant.
Früher verlief die A17 bis nach Bergen op Zoom, diese Strecke wurde aber später umbenannt zur A58.
Damit die Ausfahrten 25–27 nicht doppelt nummeriert werden müssen, beginnt die Ausfahrten Nummerierung nicht mit 1, sondern mit 19.
Im gesamt Verlauf zwischen dem Knotenpunkt („Knooppunt“) De Stok und dem „Knooppunt“ Klaverpolder verfügt die A17 über 2 × 2 Fahrspuren.